# Hüseyin Baybaşin

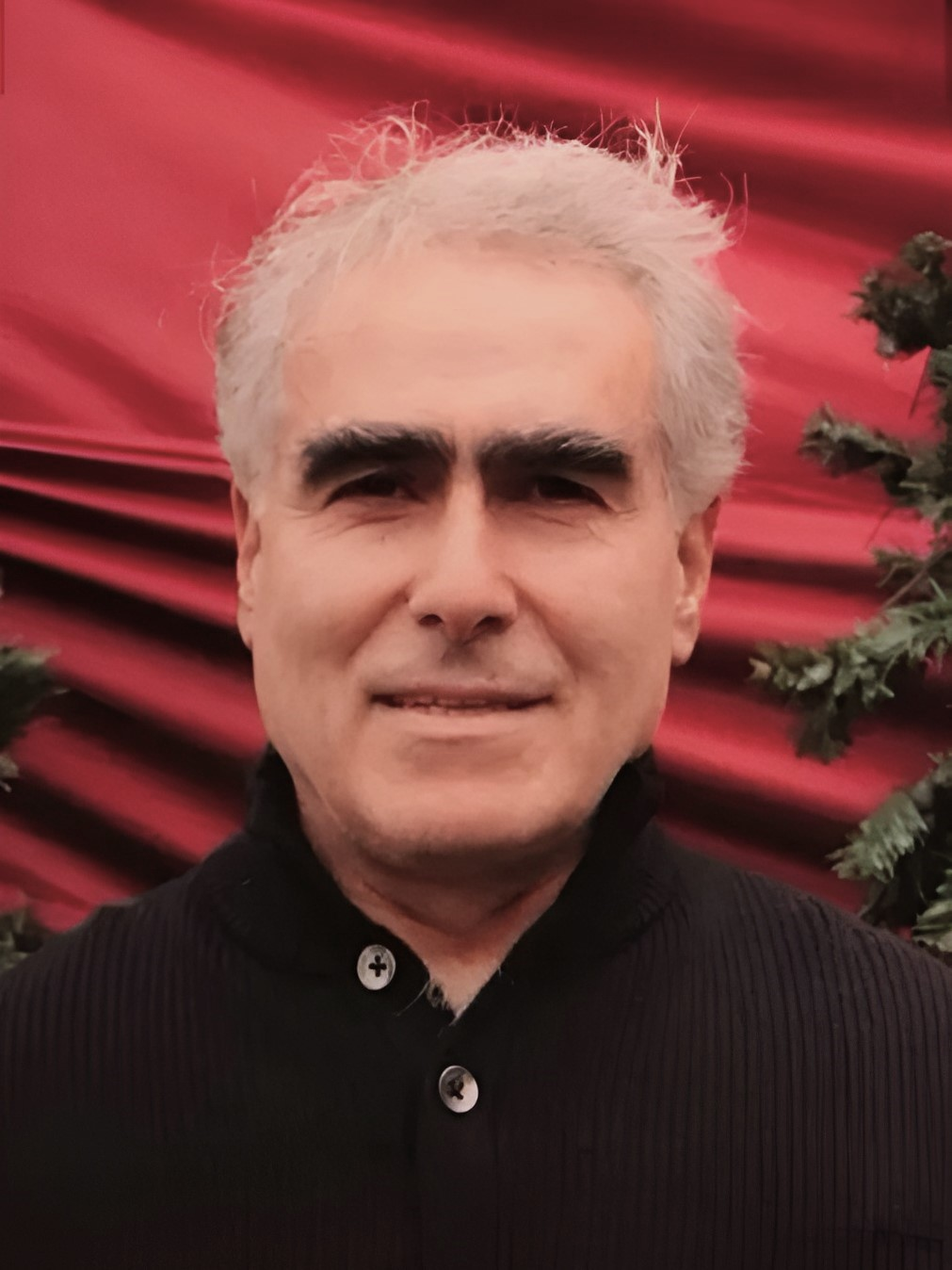
Hüseyin Baybaşin (2022)

Hüseyin Baybaşin (* 25. Dezember 1956 in Lice, Provinz Diyarbakır) ist ein türkisch-kurdischer Drogenhändler mit niederländischer Staatsbürgerschaft. In den 1990er Jahren verdiente er mutmaßlich Milliarden mit dem Handel von Heroin und wurde deshalb als "Europas Pablo Escobar" bezeichnet. Er wurde 1998 verhaftet und später in den Niederlanden zu einer lebenslangen Haftstrafe verurteilt. Familienmitglieder sollen das kriminelle Unternehmen danach weitergeführt haben und die Baybaşins weiterhin im internationalen Drogenhandel aktiv sein.

## Laufbahn
Baybaşin wurde in eine kurdische Bauernfamilie mit vielen Kindern geboren. Sein Vater und sein Onkel bauten in den 1960er und 1970er Jahren ein illegales Geschäft mit Marihuana und Heroin auf. Hüseyin begann mit 14 selbst Marihuana zu konsumieren und betätigte sich als Drogenhändler und Zigarettenschmuggler. 1976 wurde er beim Transport von 11 kg Haschisch nach Istanbul erwischt. Am 23. Mai 1984 wurde er in Dover im Vereinigten Königreich wegen zwischenstaatlichem Drogenschmuggels mit einem gefälschten Pass verhaftet und zu 12 Jahren Haft verurteilt. Er wurde zur Verbüßung seiner Strafe nach drei Jahren in die Türkei abgeschoben, kam aber direkt wieder frei, was mutmaßlich durch seine guten Kontakte in die türkische Politik zustande kam.
1992 ließ er das Handelsschiff MV Kısmetim-1 durch seine Crew versenken, was mit 3.100 kg Morphin beladen war, um zu verhindern, dass dieses in die Hände der Behörden gelangt. Dieser Vorfall machte Baybaşin in der Türkei berüchtigt. 1994 floh er zu seinem Bruder Abdullah Baybaşin in das Vereinigte Königreich und beantragte Asyl. 1995 wurde er in Rotterdam wegen unerlaubten Handels mit Schusswaffen verhaftet. Hüseyin und Abdullah zogen nach Nordlondon und wählten Amsterdam als ihren Geschäftssitz. Im Vereinigten Königreich soll er einen Deal mit den Behörden gemacht haben, bei dem er Informant hinsichtlich der Verstrickungen türkischer Politiker in den Drogenhandel wurde und den MI5 über die Aktivitäten lokaler PKK-Zellen informierte. Im Gegenzug durften er und seine Familienmitglieder sich im Land niederlassen und erhielten eine Art Monopol auf Heroineinfuhren, wobei die Baybaşins 90 % des britischen Marktes kontrollierten. Sie verfügten zusätzlich über Heroinschmuggeloperationen in der Türkei, Deutschland, den Niederlanden, Italien und Spanien.
In London regierte die Familie mit Brutalität und Terror die Unterwelt. Beide kontrollierten eine Bande von Schlägern, die Schutzgeld von der lokalen türkischen Gemeinde eintrieb und zahlreiche Morde verübt haben soll. Eine spätere Durchsuchung von Baybaşins Haus in London ergab Hinweise auf eine „Folterzelle“, die sich im Obergeschoss des Hauses befand. Sie hatte eine 30 cm dicke schalldichte Tür und drei Lagen Isolierglas. In dieser Zelle befanden sich eine Zange, eine Bohrmaschine, eine Kettensäge, ein Elektroschocker sowie zwei große Metallhaken an der Decke, die mit dem elektrischen System des Hauses verbunden war. Baybaşin wurde auch für die Ermordung und Beseitigung der Leiche von Murat Kartal verantwortlich gemacht, einem türkischen Gangster und ehemaligen Freund, mit dem er in einen Streit geriet. Kartals Leiche wurde später im Jahr 2021 zufällig bei Ausgrabungsarbeiten in Istanbul gefunden. Ermittlungen ergaben, dass Kartal lebendig einbetoniert wurde, nachdem er zuvor gefoltert worden war.
Durch den Heroinschmuggel wurde Baybaşin extrem reich und er soll Ende der 1990er Jahre ein Vermögen von mehr als 10 Milliarden Pfund kontrolliert haben. Die Gewinne soll er in die türkische Tourismusindustrie investiert haben. Sein Schutz im Vereinigten Königreich wurde allerdings aufgehoben und der britische Geheimdienst MI6 setzte ihn 1997 auf seine Blacklist und ermittelte gemeinsam mit dem niederländischen AIVD, dem belgischen GISS und dem deutschen BND gegen ihn. Am 25. März 1998 wurde Baybaşins geheime Villa in Lieshout in den Niederlanden aufgrund eines Hinweises entdeckt. Am 27. März 1998 beauftragte die Geheimdienstkoalition niederländische Spezialkräfte mit der Ergreifung von Baybaşin, und seine Villa wurde gegen 7.00 Uhr morgens in einer Operation mit dem Codenamen Schwarze Tulpe gestürmt, und Hüseyin zusammen mit seinem Neffen Gıyasettin Baybaşin verhaftet.
2001 wurde Baybaşin in den Niederlanden zu 22 Jahren Haft wegen Mord, Drogenhandel, Folter und weiterer Straftaten verurteilt, was später in lebenslänglich umgewandelt wurde. Auch andere Familienmitglieder wurden zu langen Haftstrafen verurteilt. Baybaşins Cousin, Nizamettin Baybaşin, erhielt in Deutschland wegen Bildung einer kriminellen Vereinigung, Gründung einer terroristischen Vereinigung und Ausfuhr von illegalen Drogen 15 Jahre Haft. Sein Bruder Abdullah führte das kriminelle Unternehmen der Familie weiter. Er war im Vereinigten Königreich inhaftiert worden, wurde 2011 freigelassen und kehrte danach in die Türkei zurück.

## Politische Verbindungen
Er ist ein kurdischer Nationalist und war aktiver Unterstützer und Finanzier der PKK. Später soll er sich allerdings gegen die PKK gewendet haben und mit den ultranationalistischen Grauen Wölfen zusammengearbeitet haben. 1995 traf er sich Berichten zufolge mit dem damaligen Polizeichef von Istanbul, Mehmet Ağar, in den Niederlanden und soll laut der Zeitung Hürriyet mit Berufung auf Zeugenaussagen einen Deal gemacht haben: Auftragsmorde an PKK-Sympathisanten gegen einen Anteil der Grauen Wölfe am Drogenhandel. Nach seiner Verhaftung gab Baybaşin später zu Protokoll, dass Ağar später als Innenminister für den Transport von Heroin verantwortlich war und dass auch Präsident Süleyman Demirel und Premierministerin Tansu Çiller in den Drogenhandel verwickelt gewesen seien. Diese enge Verbindung wurde später durch den Susurluk-Skandal der Öffentlichkeit offenbart. Bei seinen kriminellen Aktivitäten soll Baybaşin von türkischen Auslandsbotschaften und sogar Armeeoffizieren der türkischen Streitkräfte bei der NATO unterstützt worden sein. Er sagte „die Regierung hielt uns alle Türen offen“ und „wir konnten tun, was wir wollten.“

## Persönliches
In einem Interview im Gefängnis erwähnte er, dass er vier Kinder habe. Im Gefängnis malte er Ölbilder und er interessiert sich für Kunst. Er sagte, dass er diese Bilder verkaufte und den Erlös Waisenkindern in Diyarbakır spendete.